# Smart (Familienname)
Smart ist ein englischer Familienname.

## Namensträger
- Amelia Smart (* 1998), kanadische Skirennläuferin
- Amy Smart (* 1976), US-amerikanische Schauspielerin
- Bally Smart (* 1989), südafrikanischer Fußballspieler
- Beau Casper Smart (* 1987), US-amerikanischer Schauspieler, Tänzer und Choreograf
- Bill Smart (* 1948), kanadischer Mittelstreckenläufer
- Charlie Smart (* 1996), australischer Eishockeytorwart
- Christopher Smart (1722–1771), englischer Dichter
- Colin Smart (* 1950), englischer Rugby-Union-Spieler
- Danai Smart (* 2005), thailändisch-englischer Fußballspieler
- Donald Smart (* 1942), australischer Hockeyspieler
- Dulcie Smart, neuseeländische Schauspielerin und Synchronsprecherin
- Elizabeth Smart-Gilmour (* 1987), US-amerikanisches Entführungsopfer
- Ephraim K. Smart (1813–1872), US-amerikanischer Politiker
- Erinn Smart (* 1980), US-amerikanische Fechterin
- George Smart (Musikverleger) (1751–1818), englischer Musikverleger
- George Smart (Dirigent) (1776–1867), englischer Dirigent, Organist, Geiger und Komponist
- Henry Smart (Geiger) (1778–1824), englischer Geiger und Komponist
- Henry Smart (Organist) (1813–1879), englischer Organist und Komponist
- Hilary Smart (1925–2000), US-amerikanischer Segler
- Jacob E. Smart (1909–2006), US-amerikanischer General der Air Force
- James S. Smart (1842–1903), US-amerikanischer Politiker
- Jean Smart (* 1951), US-amerikanische Schauspielerin
- Jenny Smart (* 1943), britische Sprinterin
- Jeffrey Smart (1921–2013), australischer Maler
- John Smart (Maler) (um 1741–1811), britischer Maler
- John Jamieson Carswell Smart (1920–2012), britisch-australischer Philosoph
- John Karefa-Smart (1915–2010), sierra-leonischer Mediziner, Hochschullehrer und Politiker
- Katherine Smart (* 1965), schottische Brauwissenschaftlerin
- Keeth Smart (* 1978), US-amerikanischer Fechter
- Marcus Smart (* 1994), US-amerikanischer Basketballspieler
- Nick Smart (* 1975), britischer Jazzmusiker
- Nigel Smart (* 1967), britischer Mathematiker und Informatiker
- Ninian Smart (1927–2001), britischer Religionswissenschaftler und Religionshistoriker
- Olivia Smart (* 1997), britisch-spanische Eistänzerin
- Pamela Smart (* 1967), US-amerikanische wegen Anstiftung zum Mord verurteilte Frau
- Paul Smart (Segler) (1892–1979), US-amerikanischer Segler
- Paul Smart (Rennfahrer) (1943–2021), britischer Motorradrennfahrer
- Ralph Smart (1908–2001), australisch-britischer Filmregisseur, Filmproduzent, Autor und Filmschaffender
- Robert Borlase Smart (1881–1947), britischer Maler und Zeichner
- Roger Smart (?–2014), Radrennfahrer aus Trinidad und Tobago
- Sarah Smart (* 1977), britische Schauspielerin
- Tamara Smart (* 2005), britische Schauspielerin